# Макаль
Мака́ль (Восто́чный Бели́з, англ. Macal) — река в Центральной Америке, протекает на востоке полуострова Юкатан в Белизе. Длина Макаля составляет 320 км. Площадь её водосборного бассейна насчитывает 1492 км².
Берёт своё начало в горах Мая вблизи горы Серрания-Маунтин-Пайн на высоте 653 м. С мая по июль наиболее многоводна. Имеет несколько притоков. Сливаясь с Западным Белизом образует реку Белиз (бассейн Карибского моря).
Река является важным источником питьевой воды для местных жителей, на берегах создан ряд заповедников.
На российских картах нижнее течение реки обозначается как «Западный Белиз», а верховья — «Макаль».